# Pierre Quillard
Pour les articles homonymes, voir Quillard (homonymie).
Pierre Quillard, né à Paris 12e le 14 juillet 1864 et mort à Neuilly-sur-Seine le 4 février 1912, est un poète symboliste, auteur dramatique, critique littéraire, philosophe, traducteur helléniste et journaliste français. Penseur et militant anarchiste, il est l'un des premiers représentants du mouvement arménophile en France, notamment grâce à sa publication bimensuelle, Pro Armenia. Il s'engage plus tard dans la défense de Dreyfus avec ferveur et est considéré comme l'un des intellectuels les plus accomplis parmi les Dreyfusards, il témoigne au procès d'Émile Zola en sa faveur.
Dans le cadre de ses réflexions esthétiques et politiques, il propose d'utiliser la littérature comme une arme révolutionnaire et cherche à dégager une « poétique de l'attentat ».
Il joue un rôle de coordination entre les anarchistes français et la Fédération révolutionnaire arménienne (FRA). Pierre Quillard est aussi l'un des témoins et des compilateurs de sources historiques au sujet des massacres hamidiens, une série de massacres entrepris par l'Empire ottoman sous Abdülhamid II. Membre fondateur de la Ligue des droits de l'homme, il est l'un des personnages centraux de sa première période et devient son secrétaire général en 1911, peu avant de mourir. Il défend aussi d'autres groupes persécutés, comme les habitants colonisés du Congo ou les Juifs d'Europe de l'Est.
Personnage important de sa génération, il tombe progressivement dans l'oubli.

## Biographie

### Poète et dramaturge
Il fait ses études au lycée Fontanes, où il a pour condisciples Éphraïm Mickaël, Stuart Merrill, René Ghil, André Fontainas, Rodolphe Darzens, Georges Vanor, Jean Ajalbert. Il contribue avec ses premiers poèmes au journal Le Fou et s'attire les foudres du proviseur pour y avoir fait paraître un sonnet commençant par cet alexandrin : « Un lendemain de fête on a mal aux cheveux ».
Il poursuit ses études à la Sorbonne, puis à l'École pratique des hautes études et à l'École nationale des chartes : y étant entré en 1888, il ne soutient toutefois pas de thèse,,.
En 1886, il fonde avec Rodolphe Darzens, Saint-Pol-Roux et Éphraïm Mikhaël la revue La Pléiade, dans laquelle paraît sa première pièce, La Fille aux mains coupées, en même temps que le Traité du verbe de René Ghil. Son premier recueil de vers, La Gloire du Verbe, paru en 1890, est salué par Remy de Gourmont comme « l'un des rares poèmes de ce temps où l'idée et le mot marchent d'accord en harmonieux rythme ». À cette époque, un contemporain le dépeint comme un chevalier « à l'œil limpide, à la barbe flavescente, levant haut la tête, le casque de cheveux posé en arrière et découvrant un front bombé comme d'un primitif flamand, avec, pour trait spécial, une immobilité, vaguement sarcastique, de la lèvre supérieure ».
Il entame en 1891 une collaboration au Mercure de France, auquel il reste fidèle jusqu'à sa mort. Il s'intéresse au théâtre de son époque et propose des pistes de reflexion à son sujet, notamment dans un article appelé De l’inutilité absolue de la mise en scène exacte, où il propose « le refus de la visibilité scénique réductrice », un procédé déjà employé dans La Fille aux mains coupées. Il est un ami très proche d'Octave Mirbeau, et les deux se rendent visite et échangent régulièrement. Il figure en fait dans un groupe d'amis des milieux littéraires parisiens ; il y côtoie notamment Mallarmé, qui est son ami et à qui il écrit, mais aussi d'autres écrivains et penseurs de l'époque. Dans ce cadre là, il est un des penseurs de l'esthétique du symbolisme et innove dans certains domaines littéraires, comme dans sa poussée vers la recherche de l'esthétique et du beau absolu au sein du symbolisme, un mouvement qu'il partage avec Mallarmé. L'un de ses amis, Fernand Gregh, écrit à propos de sa rigidité artistique, :

« [Pierre Quillard, pourtant] homme de gauche […] trouvait que j’avais failli à l’idéal de l’art pour l’art en célébrant l’espoir humain. Ce fut la première fissure dans mes amitiés symbolistes. »

### Anarchisme et premiers combats politiques
En 1892, il contribue à la revue Entretiens politiques et littéraires, dans laquelle il s'exprime sur les rapports entre l'anarchisme et la littérature. Il propose d'utiliser la littérature comme arme révolutionnaire,, :

« Il faut avouer que l’explosion de quelques bombes de dynamite frappe de terreur les esprits vulgaires. […] Au contraire la puissance destructrice d’un poème ne se disperse pas d’un seul coup : elle est permanente et sa déflagration certaine et continue ; et Shakespeare ou Eschyle préparent aussi infailliblement que les plus hardis compagnons anarchistes l’écroulement du vieux monde. »

Il essaie, dans d'autres écrits, comme un article au sujet de Ravachol, peu après sa mort, comparé à un « Mallarmé de la dynamite », de dresser une « politique du symbolisme ». Pour lui, « les domaines esthétique et politique ne relèvent pas d’ordres fondamentalement différents, ils constituent plutôt les branches d’un même ordre. Une telle vision autorise les symbolistes à écrire des poèmes sur les faunes, les jardins abandonnés ou l’écoulement des fontaines tout en réclamant le renversement de l’État ». Il essaie de développer une « poétique de l'attentat » dans ce texte concernant Ravachol,, une position esthétique partagée par d'autres auteurs de son époque.

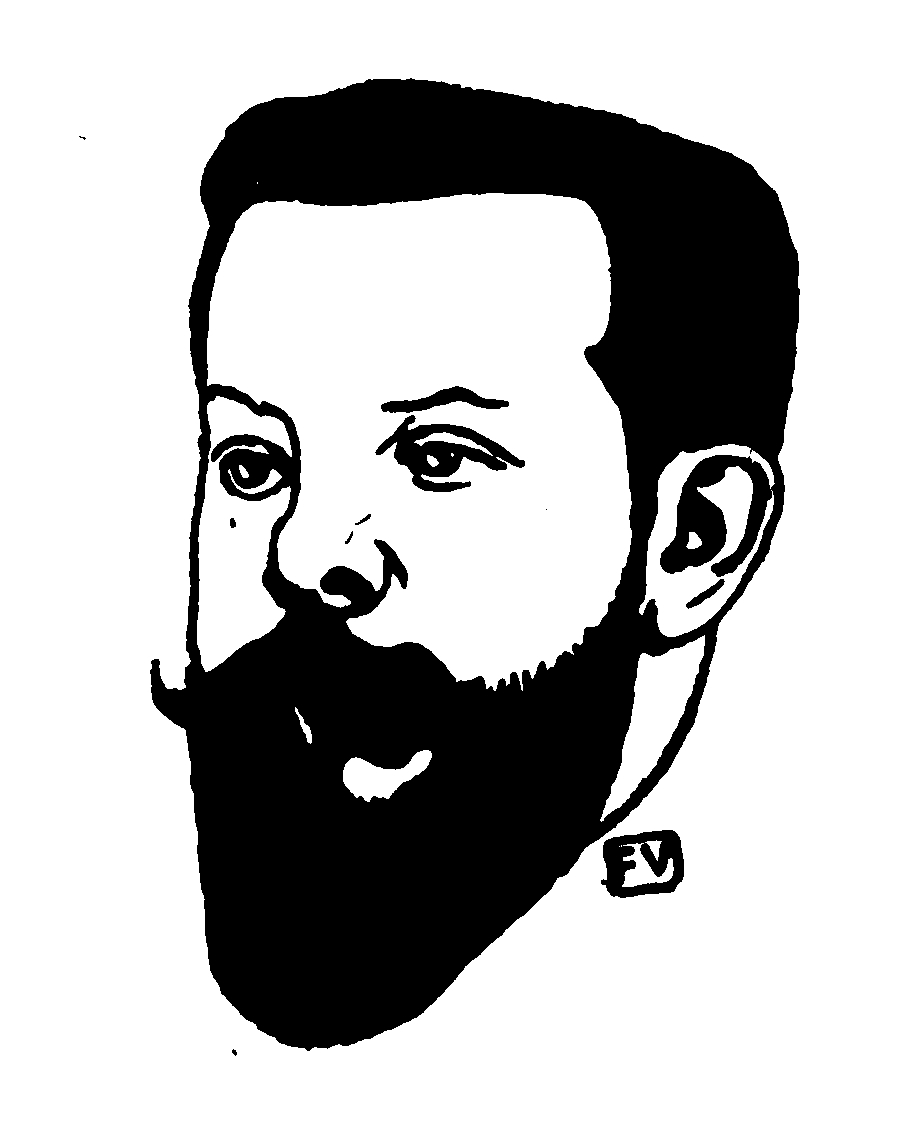
Pierre Quillard dessiné par Félix Vallotton en 1896

Il collabore à L’En-dehors de Zo d'Axa, au Journal du peuple de Sébastien Faure et aux Temps nouveaux, le journal anarchiste français le plus lu de l'époque et alors organisé par Jean Grave. Il reste en lien avec Stuart Merrill, autre poète symboliste anarchiste.
En 1893, il s'installe à Constantinople pour donner des cours de latin et de français au collège Grégoire l'Illuminateur, tenu par les Arméniens catholiques de Péra (en turc Beyoğlu), ainsi que des cours de philosophie et d'histoire des littératures à l’École centrale de Galata (fondée par le patriarche arménien de Constantinople Nersès Varjapétian). Pendant son séjour, qui dure jusqu'en 1896, il rencontre de nombreux Arméniens, dont le poète et intellectuel arménien Archag Tchobanian en 1894. Mais il est aussi et surtout témoin oculaire des massacres hamidiens (1894-1896), évènements qu'il relate dans la Revue de Paris dans un article du 1er septembre 1895 sous le pseudonyme Maurice Le Veyre. Il devient à partir de là un arménophile fervent, multipliant les ouvrages et articles sur la situation des Arméniens ottomans. Ses interventions et publications participent à médiatiser les massacres hamidiens en Europe de l'Ouest.

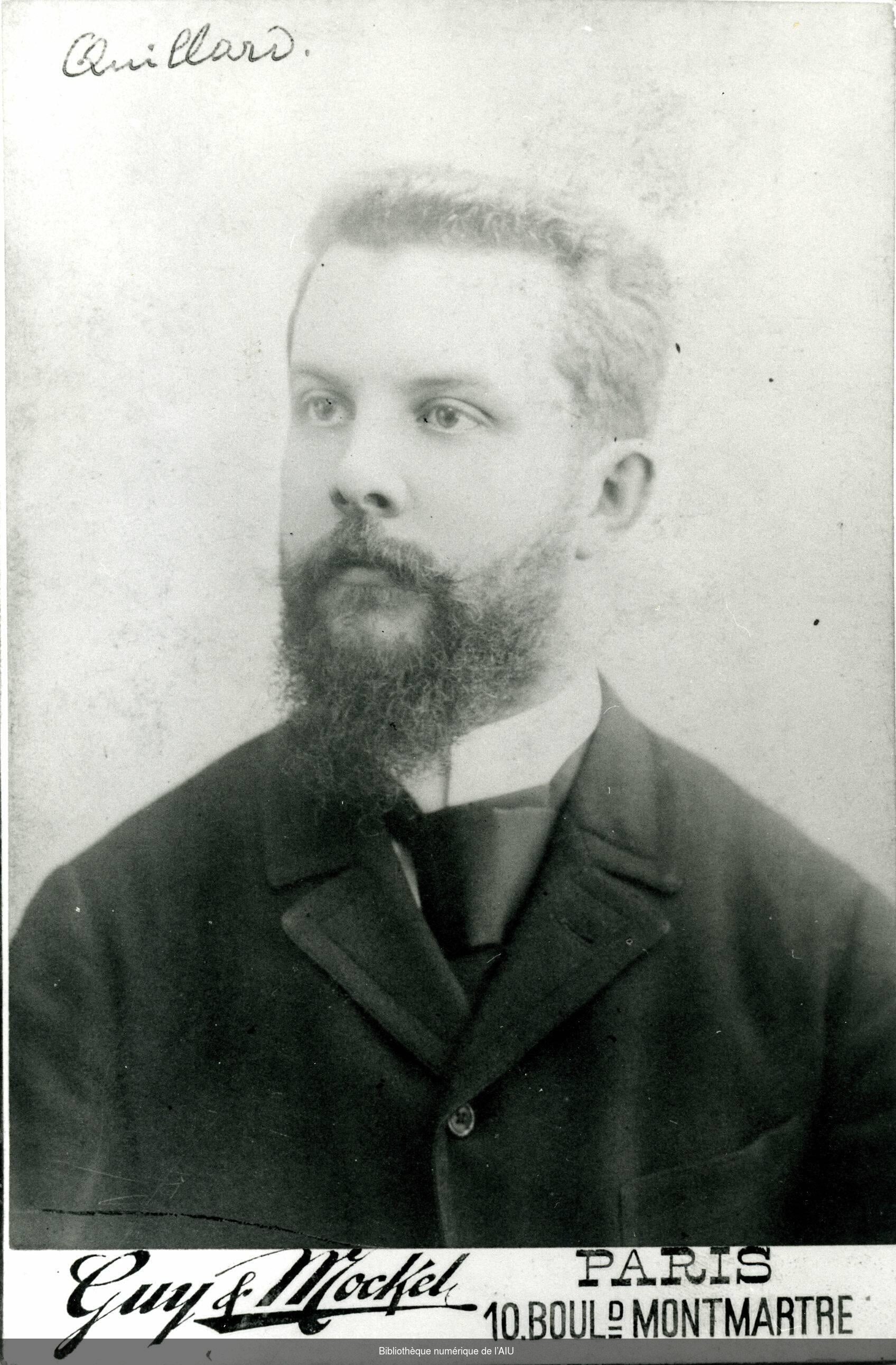
Pierre Quillard (1898)

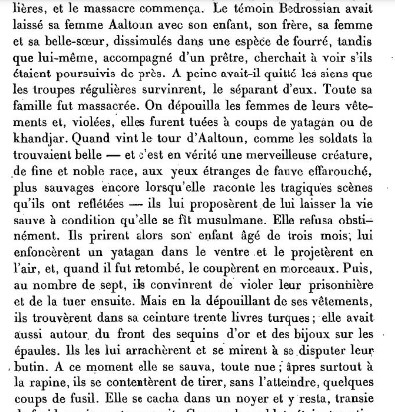
Extrait de l'article de Pierre Quillard sur les massacres hamidiens

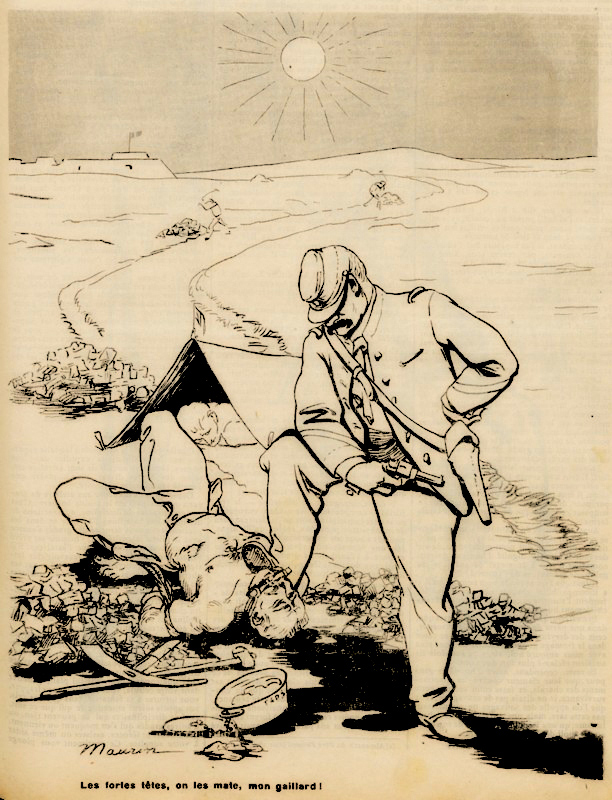
Illustration de Charles Maurin (1857-1914) dans Les Temps nouveaux pour le numéro spécial Meure Biribi ! auquel Pierre Quillard participe

Les échos des persécutions ottomanes exercées à l’encontre des populations arméniennes de l'Empire ottoman parviennent jusqu'en Europe. La Fédération révolutionnaire arménienne, un parti politique révolutionnaire arménien, envoie une délégation en Europe, composée notamment de Christapor Mikaelian et Jean-Loris Mélikov (neveu de Mikhaïl Loris-Melikov), qui rencontrent Pierre Quillard. En 1899, il fonde une école libertaire avec Jean Grave.
En octobre 1900, il fonde le bimensuel Pro Armenia, qui soutient la cause arménienne en suivant la ligne de la FRA et accueille dans ses colonnes des articles de Jean Jaurès, Anatole France, Francis de Pressensé, Georges Clemenceau ou Victor Bérard. Charles Péguy soutient le journal à travers sa maison d'édition, qui prend en charge l'édition du bimensuel. En 1901, il organise une réunion du mouvement arménophile à Bruxelles ; de nombreuses figures anarchistes et plus généralement socialistes y assistent mais Élisée Reclus exprime à Quillard qu'il ne se rend à la réunion que par amitié et qu'il n'attend pas que des réunions changent la situation des Arméniens.
En 1903, il organise une réunion au théâtre Sarah Bernard pour soutenir l'Arménie et la Fédération révolutionnaire arménienne (FRA) qui y est représentée ; il déclare:

« Cette situation est en réalité commune à toute la Turquie, comment ce sont des causes générales qui dans toute la Turquie créent parmi toutes les populations un état d'esprit anarchiste ou révolutionnaire qui n'est que la résistance naturelle d'êtres humains défendant leurs biens et leur vie, défendant leurs biens contre le régime turc et leur vie contre le régime hamidien. »

En 1904, dans un congrès annuel réunissant des représentants arméniens et bulgares, la Fédération révolutionnaire arménienne décide d'assassiner le sultan Abdülhamid II, en réponse aux massacres hamidiens. Pierre Quillard, s'y rend et rapporte à ses collègues anarchistes que les Arméniens entendent utiliser de « méthodes extrêmes ». Après la mort de Christapor Mikaelian en préparant l'attentat visant le Sultan, Pierre Quillard lui consacre quelques pages dans son journal, pour saluer sa mémoire et ses « travaux révolutionnaires ». Malgré sa mort, le 21 juillet 1905, la FRA parvient au bout de sa préparation et tente d'assassiner Abdülhamid II lors de l'attentat de la mosquée Yıldız avec l'aide d'un anarchiste belge, Edward Joris. Il est arrêté et condamné à mort, ce qui pousse Pierre Quillard à utiliser son journal, Pro Armenia, pour pousser à sa libération,,, une attitude partagée par son collègue Jean Grave dans Les Temps nouveaux.

### Affaire Dreyfus et dernières années
À la fin des années 1890, en 1898, il fait partie des fondateurs de la Ligue des droits de l'homme. Il s'engage dans l'affaire Dreyfus et est considéré comme l'intellectuel le plus abouti parmi les Dreyfusards. Ami intime de Bernard Lazare, qui partage ses positions anarchistes, il devient dreyfusard grâce à lui. Pierre Quillard collabore au Journal du peuple et publie en un gros volume la liste de tous les souscripteurs à la campagne organisée par le journal La Libre Parole en faveur de la veuve du commandant Henry. Il est décrit par Mathieu Dreyfus, le frère aîné d'Alfred Dreyfus, comme un « doux et érudit anarchiste à la voix tranquille ». Il témoigne au procès d'Émile Zola en sa défense puis entreprend un tour de France où il donne possiblement une centaine de conférences en soutien à Alfred Dreyfus, dans l'une d'entre elles, il s'exprime de la sorte :

« Il y a, actuellement au bagne, des innocents qui souffrent par [les lois scélérates]. Il faut que vous nous aidiez à les en tirer. Et si le crime s’accomplit […], vous demeurerez avec nous et vous vous y opposerez par tous les moyens, fût-ce par la force, et vous nous suivrez jusqu’au bout par les routes de la révolte, sur les routes rouges où nous irons. »

Après la mort de son ami Bernard Lazare, Pierre Quillard fait des démarches pour que sa mémoire ne soit pas oubliée, il est notamment à l'origine du monument Lazare à Nîmes. En 1910, il participe au célèbre numéro des Temps nouveaux nommé Meure, Biribi ! attaquant le Biribi, des bagnes pour les militaires réfractaires situés en Afrique du Nord. La question avait été relancée après la mort d'un soldat sous les coups de deux gardiens. Il devient secrétaire général de la Ligue des droits de l'homme de 1911 à 1912.
Il continue ses combats, s'oppose à la guerre italo-turque en 1911. Il s'implique avec Gustave Rouanet, un proche ami de Jean Jaurès, dans la défense des Juifs d'Europe de l'Est qui sont victimes de pogroms et dans celle de la population colonisée au Congo.

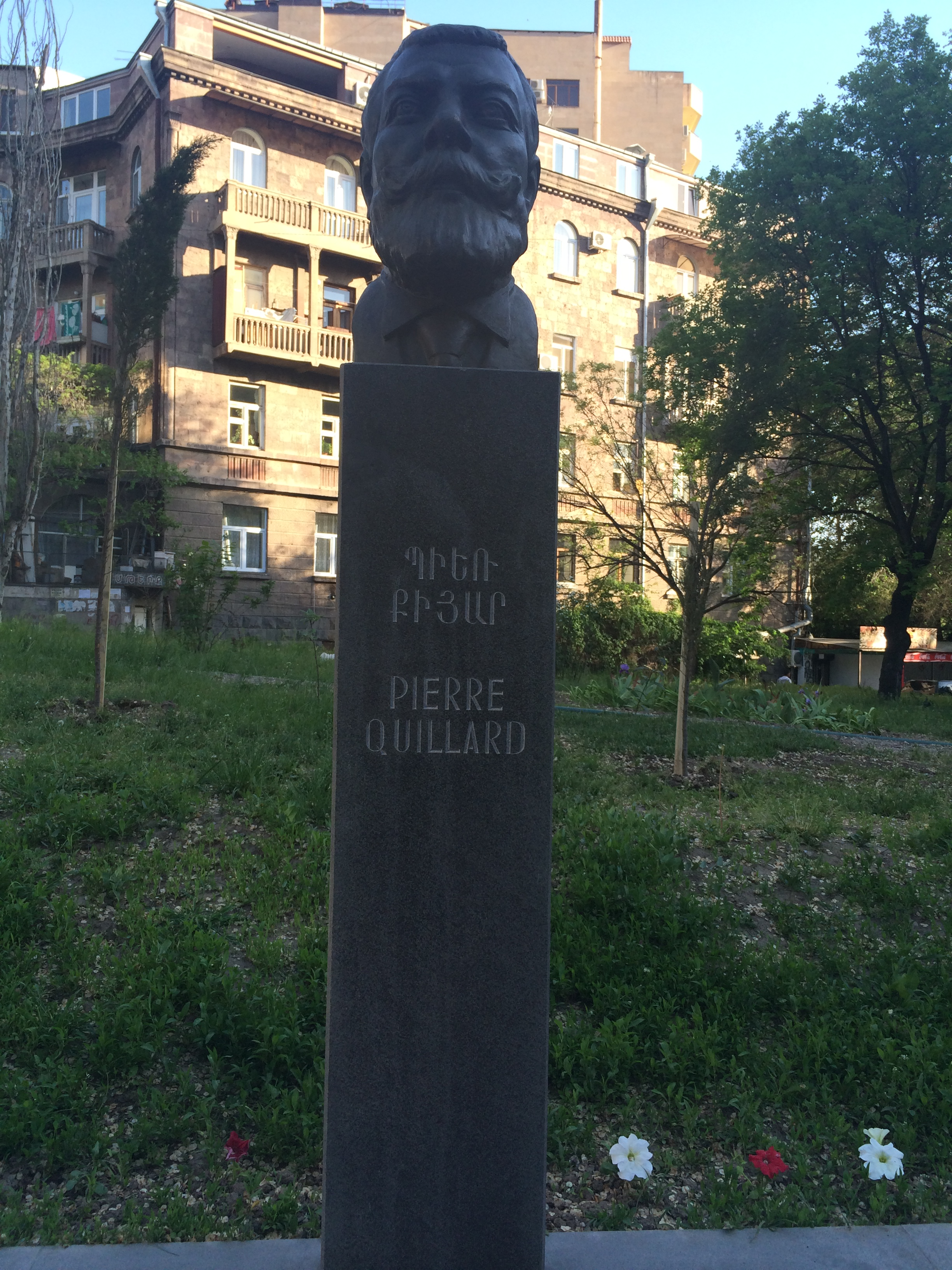
Buste de Pierre Quillard à Erevan, Arménie

Il meurt le 4 février 1912 d'une crise cardiaque foudroyante. Il est enterré au cimetière du Père-Lachaise dans la 26e division. La Fédération révolutionnaire arménienne envoie le télégramme suivant pour sa mort :

« Frappés perte inattendue Pierre Quillard, vaillant directeur Pro Armenia, défenseur peuples opprimés. Envoyons vives condoléances membres collaborateurs Pro Armenia : Pressensé, Anatole France, Clemenceau, Jaurès, Bérard, Roberty, d'Estournelles, Cochin, tous ceux qui ont soutenu cause notre peuple grands jours malheureux. Sa chère mémoire vivra parmi nous dans œuvre relèvement fraternisation races orient. »

## Postérité
Pierre Monatte lui consacre un éloge mortuaire et déclare à son sujet : « La classe ouvrière perd en lui l'un des rares intellectuels qui, sans rien demander non plus qu'aux pouvoirs, font ce qu'ils peuvent et restent droits ». Personnage important de sa génération, il tombe progressivement dans l'oubli.

## Publications

### Poésie
- La Gloire du Verbe : 1885-1890 (1890) « Texte en ligne »
- La Lyre héroïque et dolente : De sable et d'or ; La Gloire du verbe (1897) « Texte en ligne »

### Théâtre
- La Fille aux mains coupées : mystère, Paris, Théâtre de l'Art, 1891. Réédition : University of Exeter, Exeter, 1976.
- L'Errante : poème dramatique, Paris, Théâtre de l'Œuvre, 22 mai 1896.

### Écrits politiques
- L'Anarchie par la littérature (1892). Réédition : Éditions du Fourneau, Collection noire, Paris, 1993. « Texte en ligne »
- La Question d'Orient et la politique personnelle de M. Hanotaux : ses résultats en dix-huit mois, les atrocités arméniennes, la vie et les intérêts de nos nationaux compromis, la ruine de la Turquie, l'imminence d'un conflit européen, les réformes. Par Pierre Quillard et Louis Margery (1897) « Texte en ligne » [PDF]
- Le Monument Henry : listes des souscripteurs classés méthodiquement et selon l'ordre alphabétique (1899) « Texte en ligne » [PDF]
- Pour l'Arménie, mémoire et dossier (1902)

### Traductions
- Théocrite : Étude phonétique et morphologique sur la langue de Théocrite dans les Syracusaines, par P. Quillard et M. Collière, augmentée du texte des Idylles III et LX avec traduction littérale (1888)
- Porphyre : L'Antre des nymphes (1893)
- Jamblique : Le Livre de Jamblique sur les mystères (1895)
- Élien le Sophiste : Les Lettres rustiques (1895)
- Sophocle : Philoktètès, tragédie, traduite et mise à la scène par Pierre Quillard, musique de Arthur Coquard, Paris, Théâtre de l'Odéon, 19 novembre 1896. « Texte en ligne » [PDF]
- Hérondas : Les Mimes (1900)

### Préfaces
- Tristan Legay : Victor Hugo jugé par son siècle (1902) « Texte en ligne »